# Gan-ya Ben-gur Akselrod
Gan-ya Ben-gur Akselrod (hebräisch גַּן-יָה בֶּן-גּוּר אֲקְסָלְרוֹד Gan-Jah Ben-Gūr Axelrōd; geboren am 25. Mai 1987 in Tel Aviv-Jaffa) ist eine amerikanisch-israelische Opernsängerin (Sopran).

## Leben
Gan-ya Ben-gur Akselrod begann ihre musikalische Ausbildung mit Cello, Klavier und Klarinette. Sie studierte an der Buchmann-Mehta School of Music in Israel und am Brooklyn Conservatory of Music in New York.
In den USA war sie an der Opera Moderne in New York und beim Crested Butte Music Festival in Colorado zu hören. Im Jahr 2009 war sie erste Preisträgerin des Buchman-Mehta singer’s competition in Tel Aviv. Sie debütierte 2010 an der New Yorker Carnegie Hall. Ihr Europa-Debüt gab Gan-ya Ben-gur Akselrod 2011 in Aix-en-Provence. 2011 sang sie in Weingartners Die Dorfschule an der Deutschen Oper Berlin, 2013 gewann sie in Wien den Hilde-Zadek-Gesangswettbewerb, daraufhin wurde sie in das Junge Ensemble des Theaters an der Wien aufgenommen, dem sie seit der Spielzeit 2023/14 zwei Jahre lang angehörte. Im Rahmen dieses Engagements war sie in Rossinis La Cenerentola als Clorinda, in Händels Semiramide als Tamiri unter der musikalischen Leitung von Alan Curtis und in dessen Rinaldo als Almirena unter der musikalischen Leitung von Rubén Dubrovsky, in Mozarts La clemenza di Tito als Servilia, in Poulencs Les mamelles des Tirésias als Thérèse/Tirésias und in zwei Liederabenden an der Wiener Kammeroper zu erleben. Im Theater an der Wien verkörperte sie die Barbarina in Mozarts Le nozze di Figaro unter Marc Minkowski, Lucy in Brecht/Weills Die Dreigroschenoper in der Regie von Keith Warner und unter der musikalischen Leitung von Johannes Kalitzke sowie Thalie in Rameaus Platée in der Regie von Robert Carsen.
Weitere Gastspiele brachten Gan-ya Ben-gur Akselrod an die Händel-Festspiele in Halle, mit Monteverdis Il combattimento di Tancredi e Clorinda zu den Barocktagen Stift Melk, als Elvira in Rossinis L'italiana in Algeri an das Théâtre du Capitole Toulouse, als Clorinda in La Cenerentola an das Oldenburgische Staatstheater und als Einspringer in der Rolle Blondchen in Mozarts Die Entführung aus dem Serail zum Glyndebourne Festival sowie in der Rolle der Konstanze an die Israeli Opera. An der Komischen Oper in Berlin sang sie 2022 die Partie der Olympia in Offenbachs Les conte d'Hoffmann in der Regie von Barrie Kosky. Im Bereich der zeitgenössischen Oper gastierte sie 2017 in Panisellos Le Malentendu (Uraufführung) an der Neuen Oper Wien und den Teatros del Canal in Madrid, 2019 als Madame Mao Tse Tung in Adams’ Nixon in China an der Staatsoper Stuttgart und als Nurit in Maors The Sleeping Thousand beim Festival d’Aix-en-Provence. 2022 war sie Teil des innovativen Projekts Civic Opera Creations in Wien und 2023 debütierte sie in Panisellos Die Judith von Shimoda (Uraufführung) bei den Bregenzer Festspielen. Konzerte führen sie regelmäßig an die Israeli Opera, aber auch zum Festival Grafenegg, ins Wiener Konzerthaus, an die NDR Radiophilharmonie, zum hr-Sinfonieorchester oder zuletzt mit dem SWR Experimentalstudio zum Festival Ultraschall Berlin.
Seit 2017 ist Gan-ya Ben-gur Akselrod als Sopran-Solistin Teil der weltweiten The World of Hans Zimmer-Tournee des Filmkomponisten Hans Zimmer. In diesem Rahmen trat sie in über 80 Konzerten in einigen der größten Arenen und Stadien der Welt auf, darunter die O2 Arena in London, die Olympiahalle in München, die Lanxess Arena in Köln, die Arena de Genève in Genf, die VTB-Arena in Moskau, dem Eispalast Sankt Petersburg, die Mercedes-Benz Arena in Berlin, die Accor Arena in Paris oder der Ziggo Dome in Amsterdam.
Ihr Repertoire umfasst neben den bereits genannten Rollen unter anderem Despina in Mozarts Così fan tutte, Zerlina in Don Giovanni, Belinda und zweite Frau in Purcells Dido and Aeneas, Euridice und Amore in Glucks Orfeo ed Euridice, Rosina in Paisiellos Il barbiere di Siviglia, Nanetta in Verdis Falstaff, Gilda in Rigoletto, die Titelrolle in MassenetsThaïs, Micaëla in Bizets Carmen, Prinzessin und Nachtigall in Ravels L’enfant et les sortilèges, Bubikopf in Ullmanns Der Kaiser von Atlantis, Marfa in Rimski-Korsakows Die Zarenbraut und Jenny in Weills Aufstieg und Fall der Stadt Mahagonny. Im Bereich der geistlichen Musik umfasst ihr Repertoire Knabe und Engel in Mendelssohns Elias sowie die Sopran-Partien in Pergolesis Stabat mater, Vivaldis Gloria und Magnificat, Faurés Requiem, Schuberts Messe in C-Dur sowie Mozarts Krönungsmesse und Vesperae solennes de Confessore.
Neben ihrer Karriere als Sängerin ist Gan-ya Ben-gur Akselrod Professorin im Masterprogramm Performance Practice in Contemporary Music (PPCM Vokal) an der Kunstuniversität Graz. Ihr Lehransatz basiert auf der Überzeugung, dass zeitgenössische Musik zeitliche Grenzen überschreitet und in alle Aspekte des Musizierens, der Performance und der persönlichen Entwicklung einfließt.
Gan-ya Ben-gur Akselrod gewann mehrere Preise in den USA, Israel und Österreich.

## Auszeichnung
- Lotte-Lenya-Wettbewerb, NYC - Dritter Preis, 2021[32]
- The Kurt Weill Foundation of Music, NYC - Trustees’ Award, 2020[33]
- Global Music Awards, California - Silver Medalist, 2019[34]
- Lotte-Lenya-Wettbewerb, NYC - Lys-Simonette-Preis, 2018[35]
- Lotte-Lenya-Wettbewerb, NYC - Finalisten-Preis, 2017[36]
- Internationalen Gesangswettbewerbs der Güzin Gürel Arts & Science Foundation, Istanbul - Zweiter Preis, 2015[37]

- Internationaler Hilde-Zadek-Gesangswettbewerb, Wien - Erster Preis, 2013[1]
- Sonderpreis Theater an der Wien beim Internationalen Hilde-Zadek-Gesangswettbewerb, Wien, 2013[38]
- Sonderpreis Neue Oper Wien beim Internationalen Hilde-Zadek-Gesangswettbewerb, Wien, 2013